# Malborn
Malborn mit dem Ortsteil Thiergarten im Hunsrück ist eine Ortsgemeinde im Landkreis Bernkastel-Wittlich in Rheinland-Pfalz. Die Gemeinde gehört der Verbandsgemeinde Thalfang am Erbeskopf an.

## Geographie
Die Gemeindefläche beträgt 26,3 km², davon sind 18,4 km² Wald. Malborn liegt am Fuße des Steinkopfes (683 m ü. NHN).
Zu Malborn gehört auch der Ortsteil Thiergarten und die Wohnplätze Bousermühle, Echternach, Forsthaus Dhronecken, Forsthaus Thiergarten, Petersberg, Rothmühle, Tannenhof, Tiefentalerhof, Waldhof.

Bei Malborn entspringt die Prims, die bei Nonnweiler in der Primstalsperre aufgestaut wird und bei Dillingen/Saar in die Saar mündet.
Malborn ist eine Nationalparkgemeinde im Nationalpark Hunsrück-Hochwald.

## Geschichte
Malborn wurde im Jahr 981 erstmals urkundlich erwähnt, als der Trierer Erzbischof Egbert dem Kloster St. Marien in Trier Güter zu Malbru schenkte.
Der Ortsteil Thiergarten gründet auf der Vorgängersiedlung „Wüstenbrühl“.
Malborn war bis zum Ende des 18. Jahrhunderts durch eine Grenzlinie geteilt und unterstand zwei Landesherren. Die eine Hälfte gehörte zu Kurtrier und war dem Amt Grimburg zugeordnet, die andere Hälfte gehörte zum sponheimischen Oberamt Birkenfeld.
Durch die Wirren der Französischen Revolution kam der Ort nach 1792 unter französische Herrschaft und wurde 1815 Teil des Königreichs Preußen. Seit 1946 ist der Ort Teil des damals neu gebildeten Landes Rheinland-Pfalz.
Bevölkerungsentwicklung
Die Entwicklung der Einwohnerzahl von Malborn, die Werte von 1871 bis 1987 beruhen auf Volkszählungen:
| Jahr | Einwohner |
| ---- | --------- |
| 1815 | 370       |
| 1835 | 763       |
| 1871 | 901       |
| 1905 | 929       |
| 1939 | 1.188     |
| 1950 | 1.185     |
| 1961 | 1.377     |

| Jahr | Einwohner |
| ---- | --------- |
| 1970 | 1.459     |
| 1987 | 1.406     |
| 1997 | 1.441     |
| 2005 | 1.455     |
| 2011 | 1.321     |
| 2017 | 1.351     |
| 2024 | 1.391     |

## Politik

### Gemeinderat
Der Gemeinderat in Malborn besteht aus 16 Ratsmitgliedern, die bei der Kommunalwahl am 9. Juni 2024 in einer Mehrheitswahl gewählt wurden, und dem ehrenamtlichen Ortsbürgermeister als Vorsitzendem.
Die Sitzverteilung im Gemeinderat:
| Wahl | CDU               | WGR 1             | WGR 2             | Gesamt   |
| 2024 | per Mehrheitswahl | per Mehrheitswahl | per Mehrheitswahl | 16 Sitze |
| 2019 | 5                 | 4                 | 7                 | 16 Sitze |
| 2014 | 5                 | 5                 | 6                 | 16 Sitze |
| 2009 | 10                | 6                 | –                 | 16 Sitze |
| 2004 | 9                 | 6                 | 1                 | 16 Sitze |

### Bürgermeister
Johannes Kopp wurde am 5. September 2024 Ortsbürgermeister von Malborn. Bei der Direktwahl am 9. Juni 2024 war er als einziger Bewerber mit einem Stimmenanteil von 73,6 % für fünf Jahre gewählt worden.
Kopps Vorgängerin Petra-Claudia Hogh hatte das Amt am 8. Juli 2014 übernommen. Sie hatte sich zuvor in einer Stichwahl gegen die bisherige Ortsbürgermeisterin Gabriele Neurohr (CDU) durchgesetzt, die das Amt seit Februar 2003 innehatte.